# 페이스 도머그

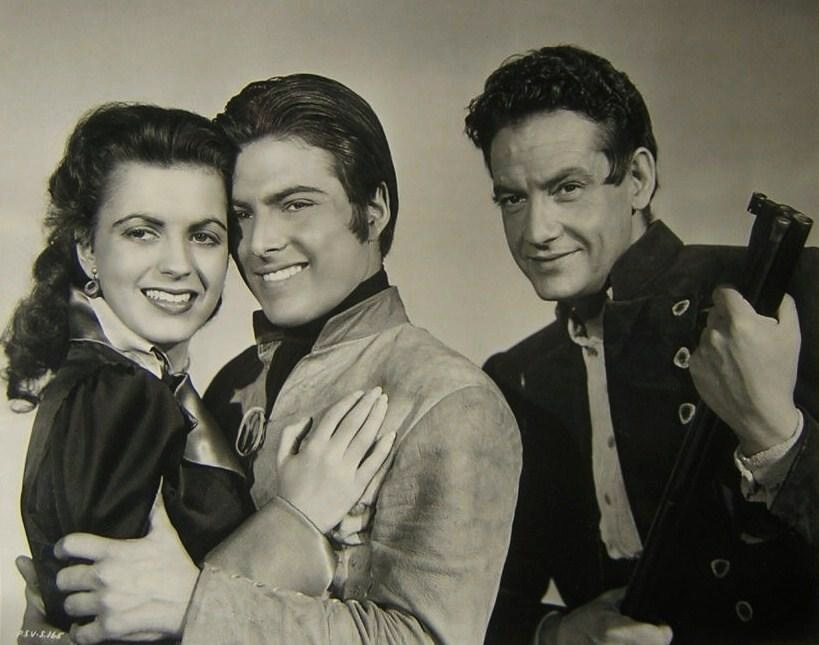

페이스 도머그(Faith Marie Domergue, 1924년 6월 16일 ~ 1999년 4월 4일)는 미국의 텔레비전 배우, 영화배우이다.
뉴올리언스에서 태어났으며 샌타바버라에서 사망하였다. 사인은 암이다.

## 영화
- 보이즈 투 더 프리히스토릭 플래닛 (1965년)
- 보난자 (1959년)
- 서부의 파라딘 (1957년)
- 페리 메이슨 (1957년)
- 컬트 오브 더 코브라 (1955년)
- 놈은 바닷속으로부터 왔다 (1955년)
- 우주수폭전 (1954년)
- 실버 크리크의 대결 (1952년)
- 벤데타 (1950년)
- 블루스 인 더 나잇 (1941년)